# Bacha posh
Bacha posh (Persa: بچه پوش, literalmente "disfrazado de niño") es una práctica cultural común en partes de Afganistán y Pakistán, en el que algunas familias sin hijos varones eligen a una hija para vivir y comportarse como un chico. Esto permite que la niña se comporte más libremente: asistir a la escuela, escoltar a sus hermanas en público y trabajar. Las Bacha posh también permiten a la familia evitar el estigma social asociado a no tener hijos varones.

## Orígenes
La costumbre está documentada al menos hace un siglo, pero es probable que sea mucho más antigua, y todavía se practica hoy en día. Puede haber comenzado con mujeres disfrazándose de hombres para luchar, o para ser protegidas, durante períodos de guerra.
La historiadora Nancy Dupree le dijo a una periodista del The New York Times que recordaba una fotografía que databa de principios del siglo XX durante el reinado de Habibulá Khan, en la que mujeres vestidas de hombres guardaban el harén del rey porque oficialmente el harén no podía ser custodiado ni por mujeres ni por hombres. "La segregación exige creatividad", dijo, "Estas personas tienen la capacidad de afrontamiento más sorprendente".

## Visión general de la práctica
En Afganistán y Pakistán, existe una presión social para que las familias tengan un hijo para mantener el nombre de la familia y para heredar la propiedad del padre. En ausencia de un hijo, las familias pueden vestir a una de sus hijas como varón, y algunos se adhieren a la creencia de que tener una bacha posh hará más probable que una madre dé a luz un hijo en un embarazo posterior.
Una muchacha que vive como muchacho se viste con la ropa masculina característica, se corta el pelo corto, y utiliza un nombre masculino. El propósito de la práctica no es el engaño, y muchas personas, como profesores o amigos de la familia, serán conscientes de que el niño es en realidad una niña. En su familia ocupará un estatus intermedio en la que no se la trata ni como una hija ni como un hijo, pero no necesitará cocinar ni limpiar como otras niñas. Como bacha posh, una niña puede asistir a la escuela, moverse libremente en público, acompañar a sus hermanas (en lugares donde no podría estar sin un compañero varón), practicar deportes y encontrar trabajo.
El estado de la niña como bacha posh por lo general termina cuando entra en la pubertad. Las mujeres que son criadas como bacha a menudo tienen dificultades para hacer la transición de la vida como niño a adaptarse a las limitaciones tradicionales impuestas a las mujeres en la sociedad afgana.
Azita Rafaat, legisladora elegida para la Asamblea Nacional de Afganistán para representar a la provincia de Bādgīs, no ha tenido hijos y ha criado a una de sus hijas como bacha. Dijo que entiende que "es muy difícil para usted creer por qué una madre está haciendo estas cosas a su hija menor", y que "las cosas que están sucediendo en Afganistán no son realmente imaginables para ustedes como pueblo occidental".
Osama, película afgana de 2003, escrita y dirigida por Siddiq Barmak, cuenta la historia de una joven en Afganistán bajo el gobierno talibán que al morir su padre y su tío durante la guerra soviética en Afganistán se disfraza de niño, para mantener a su familia, ya que ella y su madre no podían viajar por su cuenta sin un "compañero legal" masculino.

## Prevalencia y aceptabilidad
Se dice que la práctica del bacha posh está creciendo en prevalencia. Es ampliamente aceptada, y vista como una solución razonable al problema de no tener un hijo en la familia y en las mujeres que quieren recibir una buena educación. Por lo que los expertos pueden decir, la práctica es bastante común, pero debido a su naturaleza reservada y el mantenimiento de los registros gubernamentales pobres, no está claro cuántas bacha posh hay.

## Motivación y efectos
La psicóloga del desarrollo Diane Ehrensaft teoriza que, al comportarse como niños, las bacha no están expresando su verdadera identidad de género, sino simplemente conformándose a las esperanzas y expectativas de los padres. Ella cita a padres que ofrecen a sus hijas por los privilegios que de otro modo no conseguirían, como la oportunidad de hacer ciclismo, jugar al fútbol y cricket, así como bachas quejándose de que no se sienten cómodas con los chicos y preferirían vivir como una niña.
Después de haber vivido como bacha posh durante algún tiempo, a la mayoría les resulta difícil socializar de nuevo con las niñas porque se han habituado a la socialización con chicos, ya que es lo que crecieron haciendo. Elaha, que fue bacha posh durante veinte años, pero cambió de nuevo a chica cuando entró en la universidad dijo a la BBC que cambió solo por las tradiciones de la sociedad. La razón por la que es tan difícil para una bacha posh volver a la feminidad es porque han actuado como chicos cuando se supone que están desarrollando sus personalidades, por lo que desarrollar personalidades juveniles femeninas siendo "niño" es difícil. Algunas bacha posh sienten como si hubieran perdido los recuerdos esenciales de la infancia y sus identidades como niñas. Otras sienten que es bueno porque llegaron a experimentar las libertades que no habrían tenido si hubieran sido niñas normales en Afganistán.
El cambio mismo también puede ser muy difícil ya que casi, si no todos, los derechos y privilegios como "muchachos" son eliminados cuando recuperan de nuevo un papel femenino. Muchas mujeres no quieren volver una vez que han experimentado la libertad como un varón.
El núcleo de la controversia sobre esta práctica, en términos del reciente movimiento por los derechos de las mujeres afganas, es si la práctica de las bacha posh da poder a las mujeres y les ayuda a tener éxito o si la práctica es psicológicamente perjudicial. Muchas de las mujeres que han pasado por el proceso dicen que sienten que la experiencia era potenciadora y sofocante. El verdadero problema, dicen los activistas, no es la práctica misma, sino los escasos derechos de las mujeres en esa sociedad.

## Reintegración a la sociedad
Cuando las bacha posh están en la edad legal para casarse (alrededor de los 17-18 años, a veces más pronto) y sus formas femeninas se vuelven pronunciadas suelen ser cambiadas de nuevo a chicas, aunque en casos raros puede ocurrir incluso más tarde. A menudo, este cambio se produce cuando se ven obligadas a casarse con alguien elegido por sus padres. Muchas bacha posh no quieren casarse porque sienten que una vez casadas serán reprimidas e incluso abusadas por sus maridos y la sociedad. Este miedo a la represión no es infundado, ya que la cultura afgana coloca a los hombres sobre las mujeres en su jerarquía. Además, como las bacha crecen en un rol masculino, no aprenden lo que las mujeres suelen aprender cuando son jóvenes, como cocinar, coser y otras tareas domésticas. Esto hace la vida de casada difícil para ellas porque no saben cómo hacer las cosas esenciales que se espera que sepan.

## En la cultura popular
- El libro de Jenny Nordberg: The Underground Girls of Kabul.
- El libro de Deborah Ellis de 2001, El pan de la guerra, así como su película homónima.
- La película de 2001 del cineasta iraní Majid Majidi, Baran.
- Osama, película afgana de 2003 sobre una chica que se viste de chico para apoyar a su familia.